# Arts et Métiers (Métro Paris)

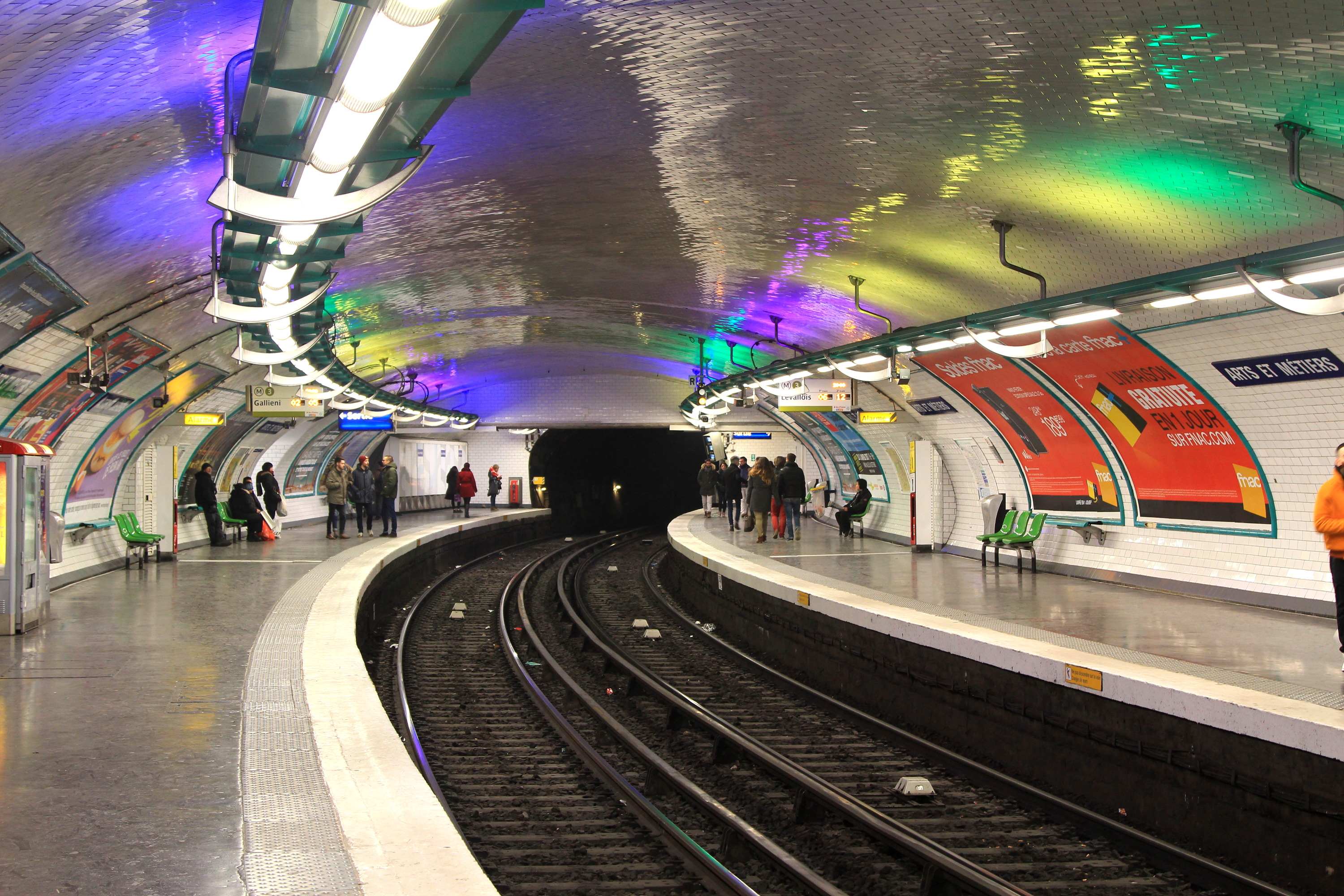
Station der Linie 3 im Stil „Oui-Dire“

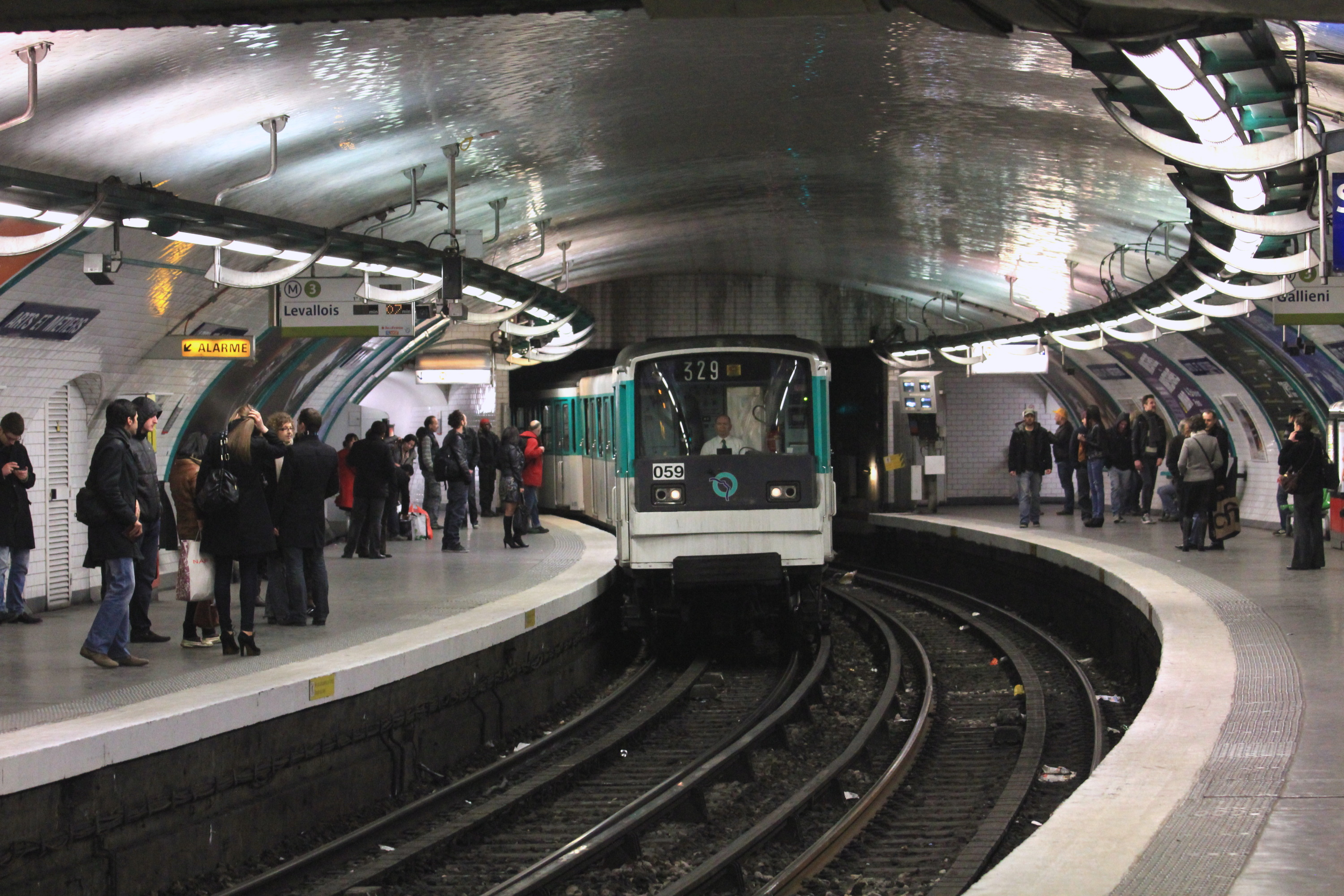
MF-67-Zug bei der Einfahrt in die Station der Linie 3

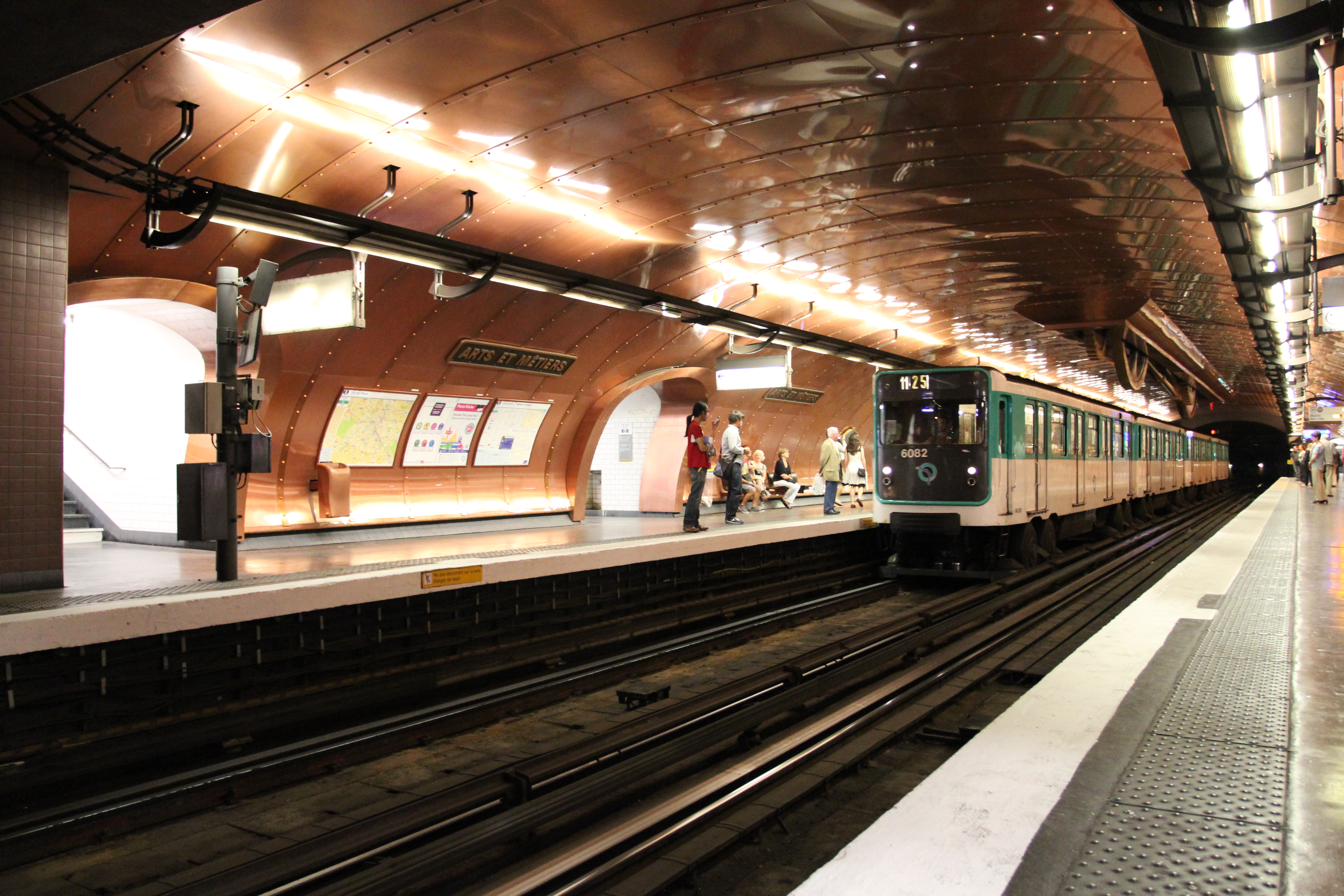
Station der Linie 11 mit einfahrendem Zug der Baureihe MP 59

Arts et Métiers [aʁz‿e metje] ist ein unterirdischer Umsteigebahnhof der Linien 3 und 11 der Pariser Métro. Die Station der Linie 3 gehört zu denen, die einem bestimmten Thema entsprechend künstlerisch ausgestaltet wurden.

## Lage
Der U-Bahnhof befindet sich im Quartier des Arts et Métiers des 3. Arrondissements von Paris. Die Station der Linie 3 liegt in einer Kurve unter der Kreuzung der Rue de Turbigo mit der Rue Réaumur, die der Linie 11 längs unter der Rue Réaumur östlich der Rue de Turbigo.

## Name
Den Namen gibt das nahe Conservatoire national des arts et métiers. Diese 1704 gegründete Einrichtung zählt zu den angesehensten technischen Hochschulen des Landes, sie beherbergt zudem das Museum Musée des arts et métiers mit dem Original des Foucaultschen Pendels.

## Geschichte und Beschreibung
Am 19. Oktober 1904 wurde die Station der Linie 3 mit der Eröffnung deren ersten Abschnitts von Villiers bis Père Lachaise in Betrieb genommen. Die Linie 11 und deren Station wurden am 28. April 1935 eröffnet. Diese Linie beginnt im U-Bahnhof Châtelet und endete bis 1937 in der Station Porte des Lilas. 1956 wurde die Linie 11 als erste für den Betrieb mit gummibereiften Zügen umgerüstet.
Beide Stationen liegen unter elliptischen Gewölben, ihre Seitenwände folgen der Krümmung der Ellipse. Sie haben Seitenbahnsteige an zwei parallelen Streckengleisen und sind jeweils 75 m lang.
Die Station der Linie 3 ist im Stil „Oui-Dire“ gestaltet, die Decke und die Wände sind weiß gefliest. 1996 wurde die Station der Linie 11 mit Kupferplatten verkleidet. Mit angedeuteten Bullaugen soll sie, passend zum nahegelegenen Technikmuseum, an das Innere des fiktiven U-Boots Nautilus aus dem Roman von Jules Verne erinnern.
Es existieren fünf Zugänge, von denen vier durch von Adolphe Dervaux im Stil des Art déco entworfene Kandelaber markiert sind.
Nordöstlich der Station der Linie 3 befindet sich ein seitliches Abstellgleis, östlich der Station der Linie 11 liegt ein einfacher Gleiswechsel. Ein Betriebsgleis, das die beiden Linien verbindet, wird von der Linie 11 unter- und gleich darauf von der Linie 3 überquert.

## Fahrzeuge
Als Folge des Unfalls im Bahnhof Couronnes wurde die Linie 3 von Anfang an mit Fahrzeugen ausgestattet, die auf Drehgestellen liefen. Die Fünf-Wagen-Züge bestanden aus drei Trieb- und zwei Beiwagen. Sie wurden später durch Sprague-Thomson-Züge ersetzt, die dort bis 1967 verkehrten. In jenem Jahr erhielt die Linie 3 als erste die neue, klassisch auf Stahlschienen laufende Baureihe MF 67. Diese Züge sind dort im Jahr 2024 nach wie vor im Einsatz, ab 2028 sollen sie von Zügen der Baureihe MF 19 abgelöst werden.
Zunächst verkehrten auf der Linie 11 herkömmliche Züge der Bauart Sprague-Thomson. Mitte der 1950er Jahre wurde sie als erste für den Fahrgastbetrieb mit gummibereiften Fahrzeugen hergerichtet. Mit der Baureihe MP 55 kamen am 13. November 1956 erstmals solche zum Einsatz. Im Januar 1999 wurden sie durch die Baureihe MP 59 ersetzt, seit 2009 verkehren zudem Züge des Typs MP 73. Anfang Juni 2023 begann die schrittweise Umstellung der Linie 11 auf Fünf-Wagen-Züge der Baureihe MP 14.

## Umgebung

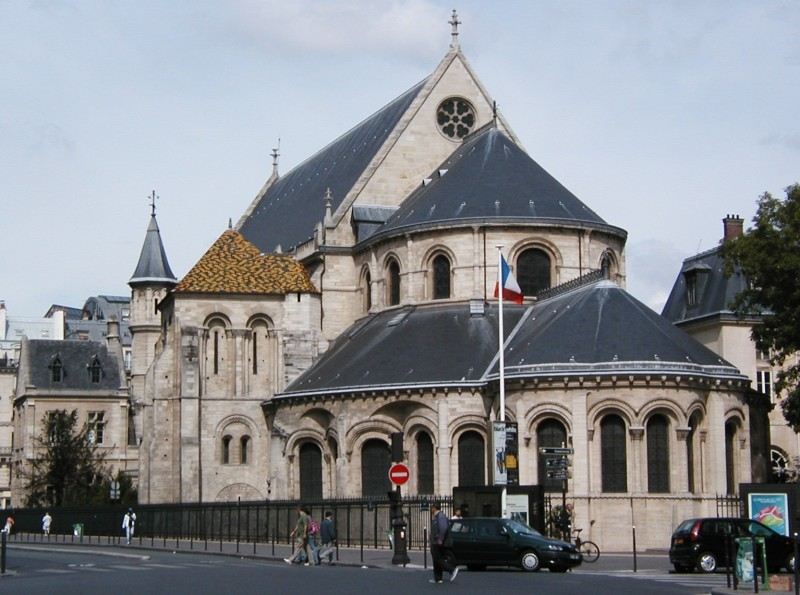
Ehemalige Klosterkirche St-Martin-des-Champs, heute Teil des Musée des arts et métiers

Unweit der Station befinden sich das Conservatoire National des Arts et Métiers und das Technikmuseum Musée des arts et métiers.